# Equatair
Equatair is een luchtvaartmaatschappij uit Equatoriaal-Guinea met als thuisbasis de hoofdstad Malabo.
De luchtvaartmaatschappij stond op de Europese zwarte lijst en mocht dus niet naar landen van de Europese Unie vliegen.

## Geschiedenis
Equatair was opgericht in december 2004. De Antonov waarmee Equatair vloog kwam uit de boedel van Aerolíneas de Guinea Ecuatorial dat op last van de overheid zijn deuren moest sluiten.
De Antonov was op 16 juli 2005 betrokken bij een vliegtuigongeluk. Op de vlucht van Malabo naar Bata stortte het vliegtuig kort na vertrek neer. Alle bemanningsleden (6) en passagiers (54) kwamen om het leven.
Na het ongeluk had Equatair geen vliegtuigen meer en is het opgeheven.

## Vloot
De vloot van Equatair bestond uit:
- 1 Antonov An-24B